# Bataille de Mustang Island
Guerre de Sécession
Batailles
Opérations de Banks sur la côte du Texas
- Brownsville
- Mustang Island
- Fort Esperanza

La bataille de Mustang Island (17 novembre 1863) a eu lieu au Texas pendant la guerre civile américaine. Elle fait partie d'une campagne menée par le major-général Nathaniel P. Banks pour occuper des positions le long de la côte texane. L'une des forces de Banks attaqua un fort confédéré, capturant sa petite garnison.

## Contexte
Après la bataille de Brownsville, l'armée de l'Union y consolida une garnison sous le commandement du général de division Napoleon J.T Dana. Le général Banks prévoyait une offensive contre Corpus Christi. Ce dernier décida d'envoyer le brigadier-général Thomas E.G Ransom en expédition contre une fortification confédérée sur l'île Mustang, connue sous le nom de Fort Semmes. La garnison confédérée, comptant moins de cent hommes, était composée de détachements de la 3e milice d'État du Texas sous le commandement du major George O. Dunaway et du 8e d'infanterie du Texas sous le capitaine William N. Maltby.

## Bataille
Les hommes de Ransom firent une marche forcée en direction de Fort Semmes. L'avance de l'Union se heurta alors à des tirailleurs confédérés le 17 novembre. En réponse, les hommes de Ransom tirèrent une volée, faisant reculer les tirailleurs du Texas vers Fort Semmes, et les forçant à s'y retrancher. Ensuite, Ransom fit déployer les régiments d'infanterie d'Iowa (20e) et du Maine (13e et 15e) en ligne de bataille tandis que l'USS Monongahela tirait sur le fort depuis le large. La petite garnison de Fort Semmes étant loin d'être prête à une bataille ouverte, les combats prirent fin peu de temps après le début de l'attaque. Le Major Dunaway décida alors d'une reddition inconditionnelle de toute la garnison plutôt que de tenter de reprendre pied sur le continent.
Par la suite, le major-général Cadwallader C. Washburn arriva à la tête de l'expédition de l'Union sur la côte du Texas. Washburn mène ensuite les forces de l'Union vers la capture de Fort Esperanza le 30 novembre 1863.